# Winter-Paralympics 2010/Teilnehmer (Schweiz)
| stlisierte Goldmedaille | stlisierte Silbermedaille | stlisierte Bronzemedaille |
| ----------------------- | ------------------------- | ------------------------- |
| 1                       | 2                         | —                         |

Die Schweiz schickte bei den Winter-Paralympics 2010 in Vancouver sechs Athletinnen und zehn Athleten in vier Sportarten an den Start.
Fahnenträger bei der Eröffnungsfeier war Thomas Pfyl, der mit je einer gewonnenen Silber- und Bronzemedaille erfolgreichster Schweizer Athlet bei den Winter-Paralympics 2006 im italienischen Turin war.

## Teilnehmer nach Sportarten

### Ski Alpin
Damen:
- Nadja Baumgartner
Riesenslalom, sehbehindert: DSQ
Slalom, sehbehindert: 4. Platz
- Karin Fasel
Slalom, stehend: 11. Platz
Riesenslalom, stehend: DNF
Abfahrt, stehend: DNS
- Anita Fuhrer
Riesenslalom, sitzend: 10. Platz
- Chiarina Sawyer-Hirschi

Herren:
- Michael Brügger
Slalom, stehend: 13. Platz
Riesenslalom, stehend: 8. Platz
Abfahrt, stehend: Silber
- Micha Josi
Slalom, stehend: 30. Platz
Abfahrt, stehend: 20. Platz
- Christoph Kunz
Riesenslalom, sitzend: Silber 
Abfahrt, sitzend: Gold
- Thomas Pfyl
Slalom, stehend: 7. Platz
Riesenslalom, stehend: 7. Platz
Abfahrt, stehend: 8. Platz
Super-Kombination, stehend: 10. Platz
- Hans Pleisch
Slalom, sitzend: 19. Platz
Riesenslalom, sitzend: 12. Platz
Abfahrt, sitzend: 8. Platz

### Ski Nordisch (BiathlonundSkilanglauf)
Damen:
- Chiara Devittori-Valnegri
Langlauf: 5 km klassisch, stehend: 7. Platz

Herren:
- Bruno Huber
Biathlon: 2,4 km Verfolgung, sitzend: 10. Platz
Biathlon: 12,5 km, sitzend: 11. Platz
Langlauf: 10 km, sitzend: 25. Platz

### Rollstuhlcurling
- Martin Bieri
- Manfred Bolliger
- Claudia Hüttenmoser
- Anton Kehrli
- Daniel Meyer